# Nocturnes (Debussy)
 (octobre 2009).
Si vous disposez d'ouvrages ou d'articles de référence ou si vous connaissez des sites web de qualité traitant du thème abordé ici, merci de compléter l'article en donnant les références utiles à sa vérifiabilité et en les liant à la section « Notes et références ».
Pour les articles homonymes, voir Nocturnes.

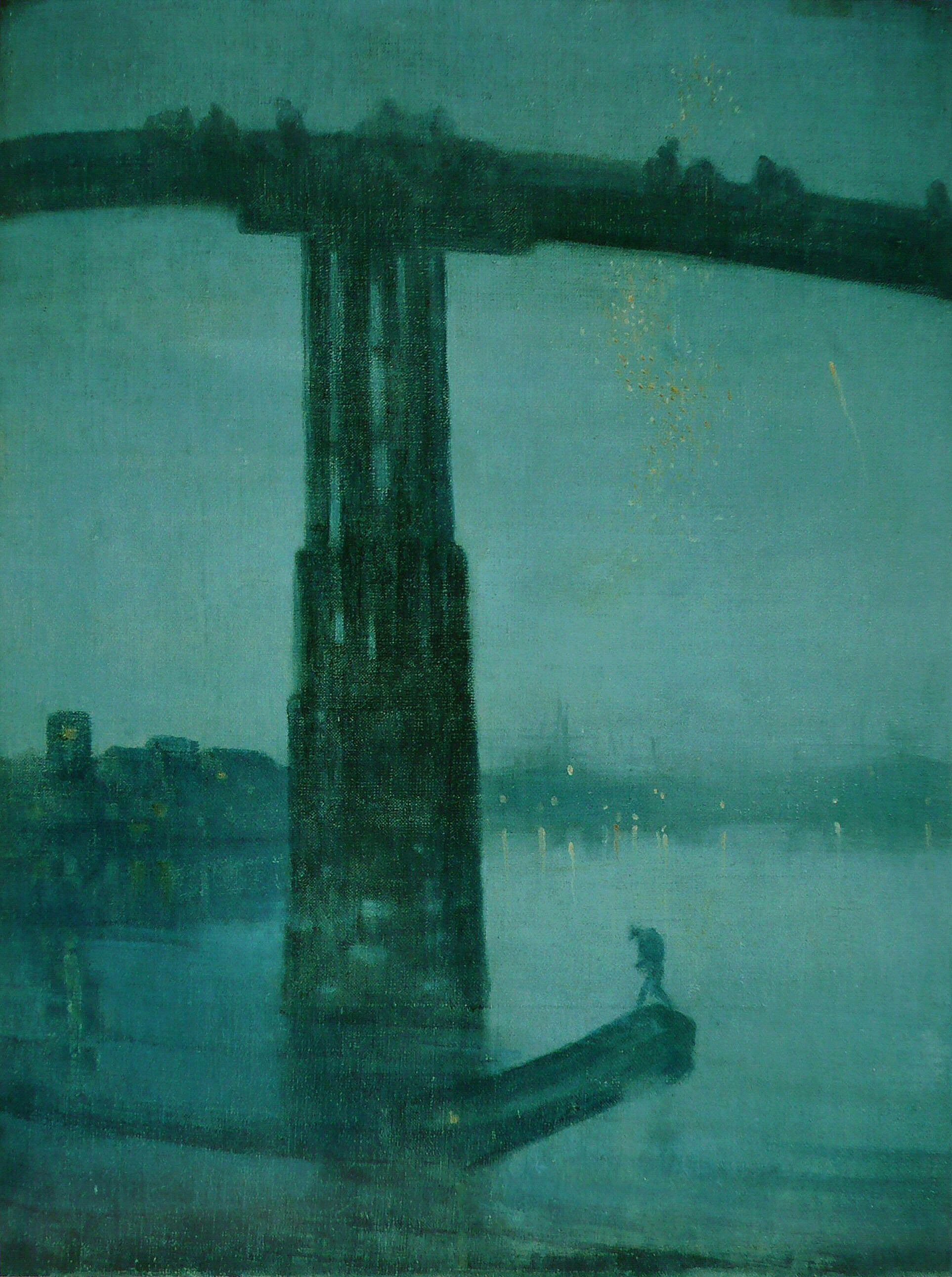
Nocturne en bleu et or du peintre James Whistler qui a inspiré Debussy.

Les Nocturnes de Claude Debussy est un triptyque symphonique avec chœur de femmes. Le projet initial est né de la vision de tableaux du peintre américain James Whistler, que Debussy appréciait. Cette version originelle s'intitulait Trois scènes au crépuscule et comportait une partie de violon principal destinée à Eugène Ysaye. Composés entre 1897 et 1899, les trois nocturnes sont Nuages, Fêtes et Sirènes. Les deux premiers nocturnes furent créés le 9 décembre 1900 à Paris aux Concerts Lamoureux, l'œuvre entière le 27 octobre 1901. L'œuvre est dédiée à Georges Hartmann. À noter que Maurice Ravel fit une réduction de l'œuvre pour deux pianos (1902-1909).

## Analyse

### Nuages
Nuages est considéré comme un des chefs-d'œuvre de ce que l'on a appelé l'impressionnisme musical. Par un mouvement statique et régulier, et par des procédés harmoniques saisissants, le compositeur parvient à évoquer le mouvement des nuages avec une grande économie de moyens.
L'œuvre est écrite dans la forme A - B - A' .

#### Partie A
Le thème principal, qui ouvre l'œuvre en apparaissant aux clarinettes et aux bassons, est à bien des égards caractéristique du style de Debussy. Il se constitue presque exclusivement de quintes et de tierces parallèles, entre lesquelles il oscille de façon douce, répétitive et régulière, prenant ainsi le caractère « aérien » suggéré par le titre. C'est en effet un procédé courant chez Debussy que d'utiliser seulement une partie d'un accord (ici, la quinte ou la tierce) plutôt que l'accord complet, et de doubler cette partie, à l'octave supérieure ou inférieure, de manière à créer un parallélisme. On mesure déjà là à quel point le compositeur se détache de l'harmonie classique, qui préfère les accords complets et abhorre, de manière générale, les parallélismes — et par-dessus tout les quintes parallèles qu'elle interdit rigoureusement.
D'autre part, ce thème illustre l'approche véritablement non conventionnelle (si l'on se réfère à l'harmonie classique) de la tonalité chez Debussy. Si l'on peut considérer la partie A comme étant écrite en si mineur, il faut cependant bien garder à l'esprit que le si mineur de Debussy n'a rien à voir avec celui que l'on pourrait trouver chez Bach, Mozart ou même Wagner. 
L'art développé par le compositeur, dans ces quelques mesures, pour éviter que la tonique ne s'installe clairement au sens classique du terme, est extraordinaire. Un compositeur a la possibilité d'affirmer la tonalité principale de deux manières : soit dans la simultanéité — c'est-à-dire en superposant, à un moment précis, les trois notes de l'accord parfait (1er, 3e et 5e degré) ; soit dans la durée — c'est-à-dire en faisant se succéder ces trois notes, de façon à que la conscience auditive puisse reconstituer l'accord parfait. L'établissement de la tonique dans la simultanéité, Debussy y échappe, comme nous l'avons vu, en utilisant uniquement des fragments d'accords et non des accords complets. Mais il évite tout aussi habilement d'établir si mineur dans la durée : ainsi, après que l'œuvre a débuté par la quinte si - fa # (1er et 5e degrés), on pourrait penser que la présence d'un ré (3e degré) allait établir clairement l'accord parfait : mais, malicieusement, le compositeur place sous ce ré un si bémol, et embrouille par là toute la signification harmonique qu'il pourrait prendre.
Après quatre mesures, le premier thème est interrompu par un étonnant triolet, joué par le cor anglais, qui aboutit à un accord dissonant auquel se joignent les flûtes et les cors. De par son harmonie et son instrumentation, ce motif, qui aura un rôle très important tout au long de l'œuvre, n'est pas sans évoquer Wagner et le début du célèbre prélude de Tristan et Isolde (seul opéra de Wagner pour lequel Debussy ne reniera jamais son admiration). 
Après un court passage pianissimo, marqué par un très léger frémissement des timbales, le thème principal réapparaît aux violons avant d'être poursuivi par l'ensemble des cordes, qui, à partir de la 14e mesure, entament un thème très expressif dont on peut considérer qu'il dérive du thème principal. Si, comme nous l'avons vu, ôter des notes à un accord est un procédé typique de Debussy, on en retrouve ici un autre, qui consiste au contraire en l'adjonction de notes à un accord : ainsi les accords parfaits de fa mineur, aux mesures 15 et 16, se retrouvent-ils gratifiés d'un si bémol qui leur est harmoniquement étranger. Utiliser dans un même morceau ces deux procédés peut paraître paradoxal, mais en réalité leur visée est la même : il s'agit d'empêcher une tonalité de s'installer clairement, dans un cas en ôtant la note qui permettrait à cette tonalité de s'affirmer, dans l'autre en rajoutant une note qui a pour conséquence de l'« embrouiller ». 
À partir de la mesure 21, le premier thème réapparaît, constitué cette fois de sixtes, et joué par l'ensemble des cordes. Le motif du cor anglais lui est superposé. Pendant que le thème principal se poursuit aux cordes, les cors entament un motif très simple, consistant en une quinte diminuée descendante. Non diminuée, elle est ensuite reprise par les violoncelles et les contrebasses. La même succession de motifs est répétée les quatre mesures suivantes.
De la mesure 29 à la mesure 42, l'orchestre tout entier reprend le thème dérivé du thème principal, dans une mouture plus développée et plus variée que précédemment. Enfin le thème principal réapparaît aux cordes, mesure 43, gratifié à nouveau de l'exquis triolet du cor anglais. Il est par ailleurs accompagné d'un motif rythmique saccadé des premiers altos et des premiers violoncelles (ils ont chacun été divisés en deux groupes) qui jouent pizzicato. L'ensemble semble lentement s'éteindre, ne conservant que la douce oscillation régulière des violons et le chant du cor anglais, quand les hautbois font entendre, mesure 57, le thème principal tel qu'il était dans les premières mesures. Il est accompagné par le sublime contre-chant d'un alto solo. La partie A s'achève, trois mesures plus tard, dans un doux pianissimo préparant à la suite.

#### Partie B
La partie B ne marque pas un contraste fulgurant avec ce qui a précédé, loin de là. Même s'il est indiqué qu'elle doit être interprétée d'une manière « un peu animée » par rapport à la partie A, le rythme, très régulier et oscillant, évoque toujours le mouvement des nuages, tandis que le registre dynamique ne quitte pas le pianissimo. Il y a néanmoins un certain nombre d'éléments nouveaux, sur le plan tonal tout d'abord : de la tonique si mineur nous sommes passés à sa dominante majeure, fa # majeur. Notons par ailleurs qu'une harpe s'est rajoutée pour apporter une couleur plus particulière à l'orchestre.
L'unique thème de la partie B, d'abord entamé par les flûtes et la harpe, est bâti sur le mode pentatonique souvent appelé « chinois », qui correspond aux touches noires d'un piano. À la mesure 71, le thème est repris par les cordes, mais transposé hors de son mode initial. Quittant un instant l'atmosphère extrême-orientale, il revient à des harmonies plus wagnériennes. Cinq mesures plus tard cependant, il réapparaît une dernière fois, à nouveau aux flûtes et à la harpe, et à nouveau dans le mode « chinois ». Les mesures 77 et 78, qui terminent la partie B, nous offrent un très bel exemple de la polytonalité, et même de la polymodalité debussyste : tandis que le thème, pentatonique sur certains degrés de fa # majeur, se poursuit aux flûtes et à la harpe, les cordes font se succéder, pianissimo quanto possibile, des accords de mi bémol majeur et de si bémol mineur.

#### Partie A'
La partie A' est bien plus courte que la partie A ; il faut surtout la considérer comme un épisode conclusif qui reprend certains des premiers éléments de l'œuvre. Elle est introduite par le motif du cor anglais, qui annonce le retour à si mineur. Accompagné par de légers trémoli de l'orchestre, le motif de la quinte diminuée descendante réapparaît alors aux cors.  L'ensemble est repris une seconde fois, avant que l'on n'entende plus qu'une complainte du cor anglais, accompagnée de frémissements de timbales et de très légers trémoli des violoncelles et des contrebasses.  À la mesure 94, un fragment du thème principal de la partie A apparaît aux bassons, et à la mesure 98, c'est la 1re flûte qui joue un fragment du thème B. Les cors font encore entendre, une dernière fois, le motif de la quinte diminuée descendante, avant que Nuages ne s'achève, pianissimo quanto possibile, sur les pizzicati des cordes.

### Fêtes
Dans le second nocturne, Fêtes, le compositeur ne peint pas seulement le mouvement, l'atmosphère rythmée et dansante de la fête ; mais aussi et surtout la part d'irréel, de rêve ou peut-être d'ivresse .
Tout comme le premier nocturne, Nuages, Fêtes est écrit dans la forme A - B - A'  avec coda.

#### Partie A

##### Première section
Sur un accord des flûtes, ce sont les violons, fortissimo, qui ouvrent la fête avec des quintes se répétant à un rythme effréné. Le cor anglais et les clarinettes font alors leur apparition en entonnant, forte, une très vive tarentelle. Cors et trompettes ajoutent encore leurs timbres colorés à l'ensemble, tandis que les quintes des violons deviennent diminuées, annonçant de nouvelles perspectives harmoniques. À la mesure 9, alors que l'ensemble s'est tu, altos, violoncelles et contrebasses reprennent pianissimo le rythme des violons. Deux mesures plus tard, flûtes et hautbois font entendre à nouveau la tarentelle, mais cette fois piano. Puis c'est au tour des bassons ; le rythme s'intensifie à nouveau joué en gamme par ton de la mesure 15 à 19, et repris à l'identique un demi ton au-dessus de la mesure 19 à 22, et un grand crescendo des bois et des cordes au complet débouche sur un puissant motif de cinq accords entonnés par les cuivres, sur lequel s'achève, après un roulement de timbales fortissimo quanto possibile, la première section de la partie A.

##### Deuxième section
La deuxième section est introduite par un saisissant glissando des harpes. De fa mineur nous sommes passés à la majeur, et le compositeur ne manque pas d'indiquer : « un peu plus animé ». 
Le rythme, plus piqué, plus dansant et plus léger que précédemment, apparaît d'abord piano aux bois, avant d'être repris mezzo forte par les cordes, à la mesure 30. À ce moment-là, la tarentelle revient, forte, jouée par les flûtes et les hautbois. Tout ceci est ensuite littéralement répété. 
Les cuivres font alors résonner des accords très marqués ; mais rapidement, on entend les bois reprendre des fragments de la tarentelle. Les accords des cuivres réapparaissent, mesure 45, avant d'être repris par les clarinettes, les bassons et les cordes mesure 51.

##### Troisième section
Un nouveau motif, très simple (la - do - la) est entonné par les hautbois sur le léger frémissement des cordes. Il est ensuite repris, par deux fois, une tierce plus haut, par les flûtes. L'intensité monte et, à la mesure 73, les cordes reprennent, mezzo-forte, le motif sur lequel les cuivres avaient clos la première section, tandis que l'ensemble des vents tournoie vivement. Un premier crescendo s'élève mais, après avoir abouti à un fortissimo de l'ensemble de l'orchestre à la mesure 83, il débouche sur un pianissimo où ne se font plus entendre que des fragments de ce qui a précédé. Une douzaine de mesures plus tard, débute un nouveau crescendo ; mais lui aussi s'éteint rapidement, après un saisissant épisode de pizzicati chez les cordes. Ce sont maintenant les cordes, justement, qui reprennent le motif tournoyant joué jusqu'ici par les bois, tandis que ceux-ci, à l'inverse, font entendre les motifs légers et réguliers joués jusqu'ici par les cordes.  Un troisième crescendo, beaucoup plus important que les deux précédents, va maintenant s'étaler sur quatorze mesures, pour aboutir directement à la partie B.

#### Partie B

##### Première section
La partie B affiche une armure de ré bémol majeur, même si on ne peut pas dire que cette tonalité y apparaîtra véritablement. Toujours est-il que le précédent crescendo, après avoir atteint le fortissimo, a à nouveau débouché sur un pianissimo : la fête s'est donc tue.
On entend d'abord qu'un rythme, constitué de pizzicati des violoncelles et des contrebasses, de légers coups ininterrompus des timbales et de frôlements de harpes, auquel va se superposer, à partir de la mesure 128, une marche singulière, jouée par les trompettes qui font leur apparition dans l'œuvre. Ce thème est tout de suite répété, toujours par les trompettes, une tierce mineure plus haut, et Debussy indique : « un peu rapproché ».

##### Deuxième section
Crescendo, le thème est repris une tierce majeure plus haut par l'ensemble des bois, soutenus par des pizzicati qui se sont étendus à l'ensemble des cordes. On peut considérer ici, avec cet étoffement de l'orchestration, qu'une deuxième section commence -- même si la division de la partie B en sections n'a rien d'aussi évident que celle de la partie A. Les appels des cors, aux mesures 152 et 154, intensifient encore le gigantesque crescendo, qui aboutit à ce qui peut être perçu comme la troisième section.

##### Troisième section
La marche apparaît enfin au grand jour, jouée par les trombones et le tuba sur un rythme effréné des bois, des cors et des timbales, tandis que les cordes entament, en triolets, un thème dérivant de la tarentelle de la partie A.
Débutant pianissimo quanto possibile et s'achevant fortissimo, la partie B décrit indéniablement le mouvement d'une fanfare, que l'on entend d'abord au loin et qui se rapproche de plus en plus jusqu'à apparaître « devant nous ».

#### Partie A'

##### Première section
À la mesure 178, la tarentelle, en ré bémol majeur cette fois, revient aux flûtes, marquant ainsi le début de la reprise de la partie A. L'ensemble de l'orchestre poursuit ensuite, sur le même rythme, un motif dérivant de la tarentelle. Arrivé à fortissimo quanto possibile, mesure 204, la fanfare fait son ultime apparition.

##### Deuxième section
La mesure 212 voit l'armure repasser à la majeur : c'est la reprise de la deuxième section de la partie A, qui est répétée ici de manière quasi-littérale, mais pas dans son intégralité -- il s'agit seulement des mesures 28 à 39. Les changements résident pour ainsi dire surtout dans l'orchestration, qui est plus étoffée, et dans nuances, qui sont plus marquées : par exemple, le mezzo-forte de la partie A devient ici un forte.

##### Troisième section
C'est ensuite la troisième section de la partie A qui refait son apparition avec le fameux thème de trois notes, dont deux se voient ici réduites en appoggiatures. Après avoir atteint le point culminant, le fortissimo de l'ensemble de l'orchestre, la fête semble peu à peu s'évanouir. Comme souvent dans les fins de morceaux chez Debussy, les instruments, parsemés, n'entonnent plus que, pianissimo, des fragments clairsemés de ce qui a été entendu auparavant. 

#### Coda
Mais après une vingtaine de mesures, apparaît la coda. Accompagné des pizzicati des cordes, le hautbois solo fait entendre une tendre complainte à laquelle répondent les flûtes, les hautbois et les bassons. 
Enfin réapparaît, aux violoncelles et aux contrebasses, le rythme de la tarentelle ; mais il s'éloigne irrémédiablement, comme l'indique la partition : « et toujours s'éloignant davantage ». Après que les cors et les trompettes ont fait entendre leurs derniers accords, il ne reste plus que les contrebasses, qui, après deux mesures, s'éloignent définitivement.

### Sirènes
Par cette œuvre au titre évocateur, le compositeur aborde avec génie à la fois le thème de la mer, qu'il affectionne particulièrement, et l'univers fascinant du rêve. Dans une note de présentation, il a lui-même résumé ainsi l'esprit de ce nocturne : « C'est la mer et son rythme innombrable, puis, parmi les vagues argentées de lune, s'entend, rit et passe le chant mystérieux des sirènes. »
Une grande caractéristique de Sirènes est l'introduction d'un chœur de femmes (huit sopranos et huit mezzo-sopranos) qui chantent sans paroles, et font donc l'objet d'un traitement instrumental.
Ce nocturne se constitue de cinq parties, exploitant principalement deux motifs principaux.

#### Première partie
Sur de sourdes quintes jouées pianissimo quanto possibile par la harpe, les violoncelles et les contrebasses, l'œuvre s'ouvre sur le paysage de la mer, paisible, et de ses vagues légèrement oscillantes que l'on peut entendre par un motif de deux notes, joué par les cors, et auquel répondent des arabesques des clarinettes. Ce motif de deux notes, que l'on pourra appeler motif des vagues, est le plus important de Sirènes ; car c'est de lui que sera issue la plus grande partie de toute la substance musicale de l'œuvre.
Dès la seconde mesure, au loin, se font entendre les sirènes, qui se laissent porter par les vagues. La mer commence à s'animer, et rapidement le motif des vagues, ou l'arabesque qui l'accompagne, s'empare de tous les instruments au cours de brefs crescendo. 
Après avoir évoqué, sans les affirmer réellement, les tonalités de si et la majeur, Debussy emploie un mode pentatonique caractéristique de son expression musicale.
C'est alors que, à la douzième mesure, apparaît au cor anglais le second grand motif de l'œuvre, une complainte chromatique de cinq notes. Elle est ensuite reprise, en diminution, par le hautbois et les bassons, tandis que les sirènes, portées par des vagues de plus en plus fortes, ne cessent de se rapprocher. L'appel du cor anglais se fait entendre à nouveau, et encore une fois la mer s'agite avant de retrouver son calme pour quelques mesures : les sirènes sont là.

#### Deuxième partie
Et c'est à ce moment, à la mesure 26, que les sirènes entament leur chant, basé sur le motif des vagues, oscillant irrégulièrement sur seulement quelques notes, alternant croches simples et croches en triolet. Pendant ce temps, les violons reprennent, en diminution, le motif chromatique du cor anglais, avant que ce ne soit au tour des flûtes, du cor anglais et des clarinettes d'en faire autant. En quelques mesures, les oscillations de l'eau ont gagné tout l'orchestre au son du chant séducteur des sirènes. 
À la mesure 38, le chant s'interrompt un instant, laissant place aux bois — qui, sous les pizzicati des cordes, rappellent le motif de l'appel du cor anglais — avant de reprendre, agrémenté d'un magnifique accompagnement des cordes constitué de notes piquées et répétées très rapidement. Après d'intenses glissandi des harpes, le motif en mode pentatonique réapparaît forte, tandis que le chant des sirènes peu à peu s'éteint.

#### Troisième partie
La troisième partie, où Debussy indique « un peu plus lent », est plus sombre que les deux qui ont précédé. Sur fond de réminiscence du chant précédent, dont cors, clarinettes et altos reprennent des fragments, les sirènes entonnent un nouveau chant, qui n'est autre que le motif de la complainte du cor anglais, cette fois-ci non pas diminué mais augmenté — et même doublement augmenté.
À la mesure 72, le compositeur demande d'animer, « surtout dans l'expression ». De fait, une expression tourmentée s'empare de tout l'orchestre et s'intensifie jusqu'à véritablement atteindre un point culminant, à partir de la mesure 75, où les cordes, forte dans le registre aigu, font entendre une mélodie à la fois sublime et déchirante, qu'ils poursuivent jusqu'à la mesure 82 où Debussy indique « Retenu avec force » ; sur les cordes diminuant, les trompettes entonnent alors l'appel initial des sirènes, dans cette gamme par tons si chère au compositeur. 
Le tempo redevient plus lent, et le sombre chant des sirènes, reprenant la complainte chromatique du cor anglais, est répété. Pendant ce temps, c'est l'orchestre tout entier qui reprend le motif de la vague en employant la gamme par tons.
Mais soudain, à la mesure 101, alors que l'intensité semblait à nouveau s'élever et que le forte avait été atteint, le chant des sirènes, brusquement, s'interrompt.

#### Quatrième partie
La quatrième partie observe un retour progressif au premier tempo. Le paysage orchestral, par ailleurs, n'est plus du tout celui de la partie précédente. Ce n'est d'abord qu'un rythme, sourd et saccadé, qui se fait entendre aux cors, à la harpe et aux pizzicati des altos, avant que n'apparaisse par-dessus le cor anglais et les bassons, reprenant le premier chant des sirènes (basé sur le motif des vagues), et accompagné de broderies des flûtes et des clarinettes. Mais deux mesures plus tard, ce sont les sirènes elles-mêmes qui entonnent leur chant voluptueux et séducteur, tandis que l'ensemble de l'orchestre les accompagne avec de plus en plus d'intensité. 
À la mesure 111, après une montée des violons, en triples croches, sur les degrés de la gamme par tons, le premier tempo est enfin retrouvé : sur les trémolos des violons et les arpèges des harpes, les sirènes chantent leur mélodie mezzo-forte, tandis que les trompettes, qui ont refait leur apparition, font entendre leurs appels, bientôt de plus en plus lointains.

#### Cinquième partie
Encore une fois, à la mesure 119, le chant des sirènes s'interrompt. On en entend plus qu'un fragment, aux cors, tandis que les cordes, simultanément, montent et descendent la gamme par tons, pianissimo quanto possibile. Les sirènes font à nouveau entendre le chant triste de la troisième partie, à savoir le motif du cor anglais doublement augmenté. Pendant ce temps, le chant tiré du motif des vagues apparaît successivement aux altos, aux violons, aux clarinettes et à nouveau aux altos. Tout semble s'éteindre et s'estomper, et au moment où le compositeur indique « Plus lent et en retenant jusqu'à la fin », le motif de la complainte du cor anglais est joué, tel quel cette-fois ci, par les violons. 
Des sirènes, on entend plus qu'un soupir ; et à nouveau les violons reprennent la complainte, une tierce mineure plus bas que précédemment. Après qu'a résonné un dernier appel des trompettes à la mesure 137, les sirènes entonnent une ultime fois, pianissimo, leur doux chant tiré du motif des vagues. L'œuvre s'achève, pianissimo quanto possibile, sur l'accord parfait de si majeur.

## Instrumentation
- trois flûtes, deux hautbois et un cor anglais, deux clarinettes, trois bassons, quatre cors, trois trompettes, trois trombones, un tuba, trois timbales, deux harpes, percussions, cordes.
- Durée d'exécution: Environ vingt sept minutes.